# Station Chatham
Chatham is een spoorwegstation van National Rail in Medway in Engeland. Het station is eigendom van Network Rail en wordt beheerd door Southeastern. 